# Didier Pasamonik
Didier Pasamonik, né le 18 juin 1957 à Ostende (province de Flandre-Occidentale) en Belgique, est un acteur de la bande dessinée d'expression française : éditeur, directeur de collection, journaliste, historien de la bande dessinée et commissaire d'exposition.

## Biographie

### Jeunesse
Didier Pasamonik et son frère jumeau Daniel naissent le 18 juin 1957 à Ostende (province de Flandre-Occidentale), dans une famille de commerçants. Ils grandissent en demeurant tant en Flandre qu'en Wallonie. Alors qu'ils ont dix ans, leur famille s’installe près de la gare du Midi à Bruxelles. Ils sont passionnés de bande dessinée, bien introduits auprès des auteurs et à l'âge de 13-14 ans, leur trafic de bandes dessinées anciennes en font des marchands en chambre, leur assurant une indépendance financière. À l'âge de quinze ans, ils participent au fanzine Buck dirigé par le futur spécialiste et historien de la bande dessinée Thierry Groensteen. Les frères Pasamonik deviennent directeurs de collection aux éditions Bédéscope, fondent les éditions Jonas avec Jan Bucquoy.

### Chic Bull
Les frères Pasamonik lancent la librairie Chic Bull en 1979 à Bruxelles et éditent leurs premiers albums sous le label Magic-Strip en novembre 1979.
Ils publient à la fois des rééditions de classiques franco-belges (Hergé, Cuvelier, Franquin, Vandersteen, Tibet, Sandy et Hoppy de Lambil et Jijé) et de jeunes auteurs (Yves Chaland, Serge Clerc, Bézian, Colman, Dupuy et Berberian, Daniel Torres, Ruben Pellejero, Jorge Zentner et même Cleet Boris le chanteur de L'Affaire Louis' Trio. Ils éditent les premières monographies sur la bande dessinée notamment de Thierry Groensteen (Tardi, Monographie, 1980), de Benoît Peeters (Les Bijoux ravis, 1983) et de Bruno Lecigne (Les Héritiers d’Hergé, 1983).
En 1987, après la faillite de leur distributeur Maître du Monde, la société Magic-Strip est revendue aux éditions Loempia. Elle reste dirigée par Daniel Pasamonik, tandis que son frère Didier prend la direction d’Hachette BD, une division du groupe Hachette qui regroupe à ce moment-là Les Humanoïdes associés, Hachette BD et Le Livre de poche BD. Didier Pasamonik reste deux ans chez Hachette et se lance ensuite dans le conseil éditorial dans le domaine de la direction éditoriale.
Parallèlement à ces activités, il dirige des collections successivement pour Vertige Graphic, Berg International et Steinkis.

### Carrière d'éditeur
Didier Pasamonik commence sa carrière dans le milieu de la bande dessinée avec son frère jumeau, Daniel, décédé en juillet 1995. Il est successivement directeur de collection en 1977 aux éditions Bédéscope ; cofondateur des éditions Jonas avec Jan Bucquoy en 1978 ; cocréateur des éditions Magic Strip en 1979 ; directeur général de Hachette BD et des Humanoïdes Associés de 1988 à 1989 ; directeur éditorial de Cartoon Creation de 1990 à 1992 ; conseiller éditorial et agent de Fleurus presse entre 1990 et 1995 ; directeur-gérant de DPC Agency, de 1993 à 2000 ; cofondateur des éditions Bethy en 1997, ; directeur de la collection « IceBerg » chez Berg International depuis 2007 ; International Director of Licenses pour la société LingoZing, depuis 2016 et directeur éditorial des hors-séries BD de L'Express depuis 2015.

### Carrière de journaliste

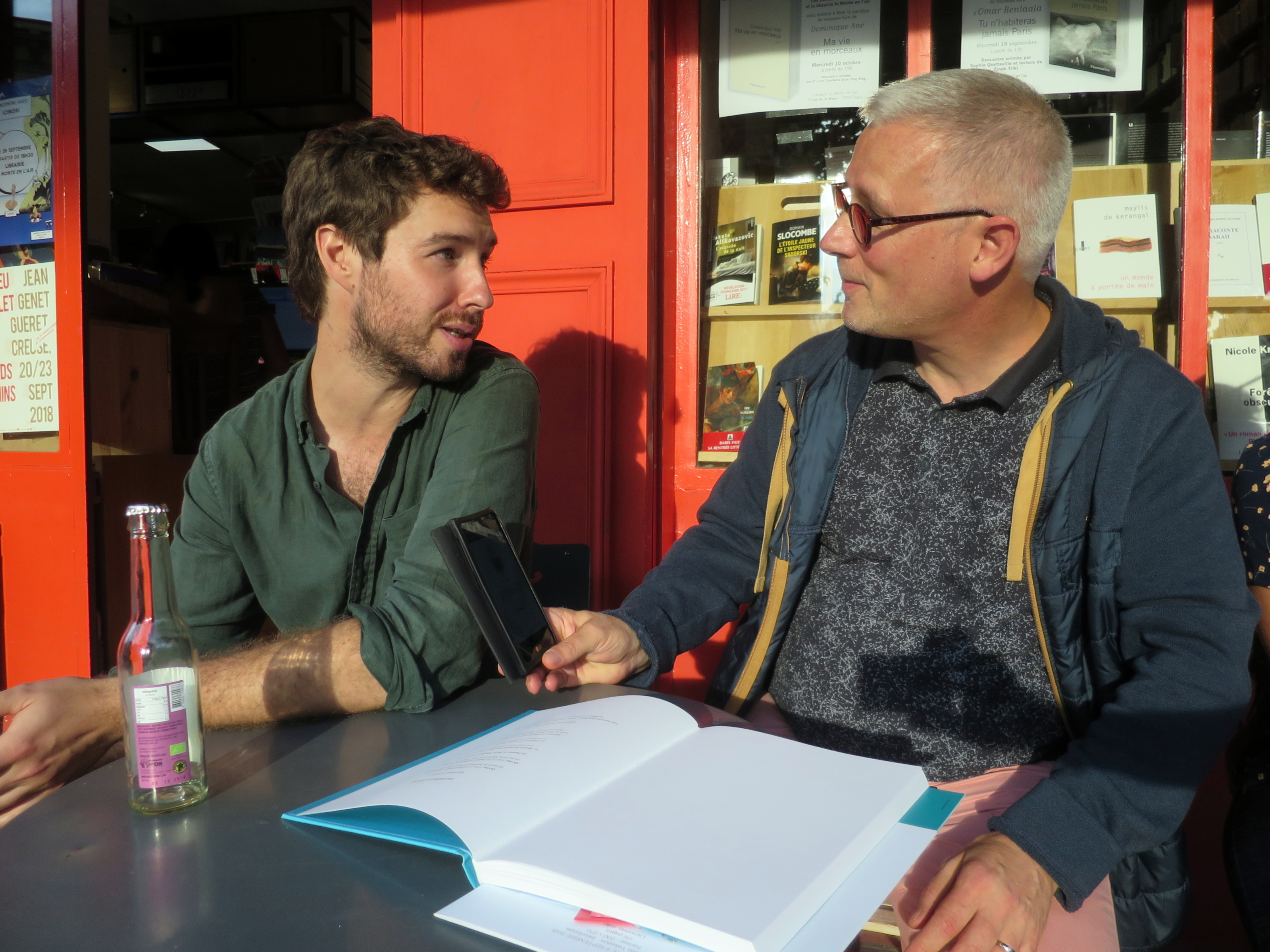
Didier Pasamonik interviewant l'auteur Mathieu Burniat à la librairie parisienne le-Monte-en-l'air, en septembre 2018.

Didier Pasamonik publie dans des magazines consacrés à la bande dessinée comme Les Cahiers de la bande dessinée, Bachibouzouk, Bandes Dessinées Magazine, BoDoï, dBD, Fluide glacial, HistoriaBD, Hop !, L’Année de la BD, Spirou, StoryBoard, Vécu, Zoo le Mag pour les publications en langue française ; Dolmen en Espagne ; Comixene en Allemagne. Il collabore également à différents magazines professionnels ou grand public comme le Collectionneur Français, La Lettre de France édition, Le Spectacle du Monde, Philosophie Magazine, Le Magazine littéraire ou VSD et différentes structures à vocation culturelle comme le BIEF.
On lui doit aussi une contribution à des périodiques consacrés au judaïsme, écrivant dans Les Cahiers du Judaïsme, L'Arche, le mensuel mexicain Horizontes et les mensuels belges Regards et Contact J. Combinant ses deux centres d'intérêt, la bande dessinée et la judéité, il est également l'animateur d'une émission radio quotidienne, La Diaspora des Bulles sur la radio communautaire parisienne Radio J.
Depuis 2003, il est éditeur adjoint et directeur de la rédaction du site francophone d'information sur la bande dessinée ActuaBD.com.
Il est, avec Éric Verhoest qui en est le coordonnateur rédactionnel, l'un des collaborateurs de l'encyclopédie Hachette sur Gaston Lagaffe Les inventions de Gaston (45 fascicules de 2004 à juillet 2006).
Il est éditorialiste, à partir de sa création en janvier 2006 jusqu'à son 17e numéro daté de septembre 2008, du mensuel Suprême Dimension dans laquelle il tient une chronique se voulant caustique sur le petit monde de la bande dessinée : « Pendant ce temps-là, dans le microcosme » dont certains articles ont été repris dans le recueil Critique de la bande dessinée pure (chroniques narquoises 2005-2007).
Il est, de février 2008 à 2011, éditorialiste sur le blog Mundo-BD.fr.

Puis, il exerce cette même fonction pour la revue allemande spécialisée Alfonz, Der Comicreporter, dans une rubrique intitulée Lettre de France depuis 2011,.
Il participe comme chroniqueur à l'émission Pop Fiction d'Ali Rebeihi sur France Inter à partir d'août 2014.

### Commissaire d'expositions
Didier Pasamonik est fondateur et président de l’Agence de bande dessinée et participe à des expositions internationales, activité qu’il exerce encore en tant que commissaire d'expositions internationales à de nombreuses reprises.

### Auteur
Passionné par le spectacle de rue, il publie Beaubourg - Les années saltimbanques. ActuaBD édite Charlie Hebdo - L'affaire des caricatures danoises qu'il cosigne avec Nicolas Anspach, Charles-Louis Detournay, Christian Missia Dio et Frédéric Hojlo sous la direction de Patrick Albray en 2018. Pasamonik commente Lucky Luke dans la collection « Les Dessous d'une création » ainsi qu'Astérix dans la collection « Les archives Astérix », toutes deux aux éditions Atlas.

### Autres activités
En avril 2002, Didier Pasamonik est membre du comité d’organisation du Forum international écriture et cinéma de Monaco. Il organise à partir de l'année suivante un Prix de la meilleure BD adaptable au cinéma et à la télévision,,. Le Forum cesse son activité en 2011.
Il lance en octobre 2010, avec Berrak Hadımlı et Jean-Marie Derscheid, le Festival Istanbulles, premier festival international de la bande dessinée à Istanbul. En 2012, il produit l'exposition Regards croisés des bandes dessinées franco-belges et turques à l'Institut français d'Istanbul.
En 2014, il est producteur exécutif du court métrage Lady of the Night produit par AttieStudio (Paris), réalisé par Laurent Boileau, sur une histoire conçue par Adriaan Esterhuizen qui en a également assuré la conception musicale. Le charac design du film a été conçu par José Luis Munuera et l'animation par La Station (Paris).
Il est depuis 2016 responsable de la programmation de la Scène BD, Manga et Comics du Salon Livre Paris. En 2021, il est membre du Comité de Sélection du Festival international de la bande dessinée d'Angoulême.
En parallèle, l'auteur signe diverses préfaces d'albums de bande dessinée ou en effectue les traductions comme de 2018 à 2019, les Contes ordinaires d'une société résignée, de courts récits dessinés par Ersin Karabulut et publiés dans Fluide glacial ; il réalise les dossiers introductifs d'intégrales, et il s'attèle à la rédaction de commentaires dans des catalogues de vente aux enchères,.
Par ailleurs, Pasamonik est membre de plusieurs jurys,,. Il devient conférencier lors d'événements liés au monde de la bande dessinée,. Le confinement consécutif à la pandémie de Covid-19, l'amène également à mener une visioconférence sur Zoom en juin 2020.

## Œuvres

### Expositions
En novembre 2002, Didier Pasamonik rejoint l’équipe dirigée par Éric Verhoest chargée d’une exposition annuelle pour la Ville de Charleroi (Charleroi, carrefour des Imaginaires). À son actif, on compte Munoz/Breccia : l'Argentine en noir et blanc (2002) ; Alan Moore : les Dessins du magicien (2004) ; Pratt-Ferrandez-Stassen-Van Dongen : Le Remords de l'homme blanc (2005) et Cosey, l'aventure intérieure (2006).
Didier Pasamonik participe également à différentes expositions :
En tant que commissaire d'exposition
- Regards croisés de la bande dessinée belge (2009). Coproduite par les Musées royaux d'Art et d'Histoire et le Bureau des grands évènements, à Bruxelles, du 27 mars 2009 au 28 juin 2009, aux côtés de Jean-Marie Derscheid[72].
- Drôles de Gaulois[73]. Produite par l'Université de Paris 13 (IUT de Bobigny), du 15 octobre au 30 novembre 2009 aux côtés de l'archéologue Yves Le Bechennec et de l'historien Michel Monin.
- Black is Beautiful : La couleur du noir (2010). Produite par le Festival International de Lausanne BD-FIL pour le Musée historique de Lausanne, du 10 au 12 septembre 2010, aux côtés de Jean-Marie Derscheid[74].
- Philippe Geluck - Le Chat à Istanbul (2010). Institut Français d'Istanbul, du 13 au 23 octobre 2010, aux côtés de Jean-Marie Derscheid[75].
- La Couleur dessinée (2011). Produite par le Festival international de Lausanne BD-FIL pour le Musée historique de Lausanne, du 9 au 25 septembre 2011. Exposition sur l'histoire de la couleur dans la bande dessinée, des chromistes aux coloristes à la « couleur dessinée » d'aujourd'hui. Commissariat : Jean-Marie Derscheid, avec la collaboration de Didier Pasamonik, de Cuno Affolter et de BD-FIL[76].
- Lucky Luke à Istanbul (Red Kit Istanbul'da) à Istanbul (2012), dans le cadre du Festival Istanbulles au Centre culturel Yapı Kredi (Yapı Kredi Kültür Merkezi), du 10 au 17 juin 2012[77].
- Antisémitisme : Une affaire européenne... et belge (2012), une histoire graphique de l'antisémitisme en Belgique, au Palais des congrès de Liège (Belgique), du 10 au 12 décembre 2012. Cette exposition est organisée dans le cadre de la Présidence belge de la Task Force for International Cooperation on Holocaust Education, aux côtés de Joël Kotek et du scénographe Pierre-Marie Jamet[78].
- Comics alla Turca, images et stéréotypes des Turcs dans la bande dessinée franco-belge (2014), à la Maison du Folklore et des Traditions de la Ville de Bruxelles, du 22 mai au 14 août 2014. Cette exposition organisée dans le cadre des 50 ans de l'immigration turque en Belgique retrace l'image des Turcs, de Bécassine (1919) à Largo Winch[79], aux côtés d'Alain Servantie.
- Superdupont à Zagreb (2016), exposition du Superdupont de Gotlib et Lob par François Boucq dans le cadre du Festival de bande dessinée de Zagreb à l'Institut français de Zagreb, du 13 au 30 mai 2016[80].
- Istanbulles in Erlangen – Comics und Satire in der Türkei (2016), exposition sur la bande dessinée turque au Comic-Salon Erlangen (de) au Kongresszentrum Heinrich-Lades-Halle, du 26 au 29 mai 2016[81].
- Shoah et Bande Dessinée (2017), exposition au Mémorial de la Shoah à Paris, du 19 janvier 2017 au 30 octobre 2017. Prolongée jusqu'au 7 janvier 2018. Didier Pasamonik en est le commissaire scientifique aux côtés de Joël Kotek[82],[83]. L'exposition est reprise par le Musée et centre de documentation Kazerne Dossin à Malines en Belgique, du 17 septembre 2018 au 22 avril 2019[84],[85],[86].
- Spirou dans la tourmente, Mémorial de la Shoah, Paris du 9 décembre 2022 au 30 août 2023[87].

En tant que conseiller scientifique
- De Superman au Chat du rabbin (2007). Coproduite par le Musée d'Art et d'Histoire du judaïsme, à Paris, du 17 octobre 2007 au 27 janvier 2008 et le Musée historique juif, à Amsterdam, du 6 mars jusqu’à la mi-juin 2008[88], elle est ensuite présentée au musée juif de la ville de Francfort en Allemagne (Superman und Golem - Der Comics als Medium jüdischer Erinnerung, du 18 décembre au 22 mars 2009[89]), au musée juif de Melbourne en Australie (Superheroes and Schlemiels: Jewish Comic Art, du 30 mai au 30 août 2009[90]) et au Musée juif de Stockholm[91] (Superthjältar och antihjältar i tecknade serier) du 4 avril au 13 novembre 2011[92].
- René Goscinny, au-delà du rire (2017), exposition au musée d'Art et d'Histoire du judaïsme, du 27 septembre 2017 au 4 mars 2018[93],[94].
- Marginalia Dans le secret des collections de bande dessinée au NNNM, Villa Sauber à Monaco du 1er avril au 26 septembre 2021[95],[96].

En tant que coordinateur
- Maus, Mus, Mouse : Variations suédoises autour de la BD d'Art Spiegelman[97] (2011). Produite par l'Association suédoise des auteurs de BD pour le Mémorial de la Shoah à Paris, du 18 au 30 septembre 2011. À côté de ces interprétations artistiques dont Jamil Mani est le commissaire, un parcours propose un historique de la représentation de la Shoah dans la bande dessinée. En partenariat avec l’Institut suédois à Paris. Coordination avec Sophie Nagiscarde et Caroline François.

En tant qu'expert bande dessinée
- Alix - L'art de Jacques Martin produite par le Festival international de la bande dessinée d'Angoulême, la Cité internationale de la bande dessinée et de l’image et Casterman du 25 janvier au 13 mai 2018[98].

### Ouvrages
- Michaêl Croitoriu et Didier Pasamonik, Les jeux vidéo expliqués aux parents, Paris, Marabout, coll. « Informatique Poches », août 2002, 160 p. (ISBN 978-2501037006 et 2501037006, OCLC 77363284, présentation en ligne).
- Michel Dixmier, Jacqueline Lalouette et Didier Pasamonik, La République et l'Église : les images d'une querelle, Éditions de La Martinière, coll. « Histoire des Sociétes », septembre 2005, 152 p. (ISBN 978-2732432885, présentation en ligne).
- Didier Pasamonik et Gilbert l'Automate, Beaubourg : les Années Saltimbanques, Oskar Éditions, novembre 2007, 118 p. (ISBN 978-2350002088, présentation en ligne).
- Didier Pasamonik, Critique de la bande dessinée pure[4] : Chroniques narquoises 2005-2007, Berg International, coll. « Iceberg », juin 2008, 144 p. (ISBN 978-2917191118, présentation en ligne).
- Joël Kotek et Didier Pasamonik, Mickey à Gurs[99],[100] : Les Carnets de dessin de Horst Rosenthal, Calmann-Lévy, coll. « Cal-levy - Mémorial de la Shoah », novembre 2014 (ISBN 978-2702143858, présentation en ligne). Cet ouvrage a obtenu le 14 décembre 2017, le Prix Spécial de l'Académie Nationale des Sciences, Belles-Lettres et Arts de Bordeaux.[101]
- Patrick Pinchart, Didier Pasamonik, Nicolas Anspach et Charles-Louis Detournay, L'Affaire Tintin au Congo, Paris, ActuaBD SAS coll. « Chronique de la BD », 6 septembre 2016, 218 p. (ISBN 978-2-930750-00-2).
- Patrick Albray (dir.), Nicolas Anspach et Charles-Louis Detournay, Charlie Hebdo : L'affaire des caricatures danoises, Paris, ActuaBD, 13 octobre 2018, 247 p. (ISBN 9782930750071, présentation en ligne).

### Direction d'ouvrages collectifs
- Didier Pasamonik (dir.), René Paquot (dir.), Anton Makassar, Yves Chaland, Ever Meulen, Joost Swarte et al., L'Expo 58 et le style atome, Bruxelles, Magic Strip, 1983, 125 p., ill. ; 25 cm (OCLC 695832737, présentation en ligne).

### Catalogues d'exposition
- Collectif, White Man's Remorse, Charleroi, Charleroi Images ASBL, 2005, 32 p., ill. (présentation en ligne)
- Edward Portnoy, De Superman au Chat du rabbin : bande dessinée et mémoires juives : exposition, Paris, Musée d'art et d'histoire du judaïsme, 17 octobre 2007-27 janvier 2008, Amsterdam, Paris, Musée d'art et d'histoire du judaïsme, 2007, 52 p., ill. ; 25 cm (ISBN 9782913391260 et 2913391265, OCLC 470962689, présentation en ligne)Contribution : La mémoire et le roman graphique
- Éric Verhoest (dir.) et Jean-Marie Derscheid (recherches iconographiques), Regards croisés de la bande dessinée belge, Gand, Snoeck, 2009, 228 p., ill. ; 29 cm (ISBN 9789053497418 et 9053497412, OCLC 494605126, présentation en ligne)
- Lucky Luke à Istanbul (Red Kit Istanbul'da), catalogue de l'exposition au Centre Culturel Yapı Kredi (Yapı Kredi Kültür Merkezi), du 10 au 17 juin 2012. YKY, Istanbul 2012, 120 p.
- Alain Servantie et Sabine Buchmann, Comics alla Turca, images et stéréotypes des Turcs dans la bande dessinée franco-belge, Bruxelles, mai 2014, ill. (présentation en ligne)
- « Entra pedagogía y parodia, la prehistoria en el cómic francófono » (Entre pédagogie et parodie, la préhistoire dans la bande dessinée francophone), dans Helena Bonet Rosado et Alvaro Pons Moreno (dir.), Prehistoria y cómic, Diputació de València/Museu de prehistòria de València, 2016[102].
- Joël Kotek (dir.), Shoah et bande dessinée : L'image au service de la mémoire, Paris, Denoël Graphic/Mémorial de la Shoah, 2017, 168 p. (ISBN 978-2-207-13668-3, présentation en ligne)Cet ouvrage a reçu le 16 novembre 2017 une Mention spéciale au Prix CatalPa pour les catalogues d’expositions de Paris[103].
- Marginalia. Dans le secret des collections de bande dessinée, NNNM - Glénat, coll. « Patrimoine », Grenoble, 1er avril 2021
Scénario : collectif dont Didier Pasamonik - Dessin et couleurs : collectif -  (ISBN 978-2-492121-02-9)Publié à l'occasion de l'exposition éponyme au NMNM, ce catalogue est une célébration de la liberté de pensée des créateurs majeurs du 9e art. On y retrouve notamment les œuvres de Bretécher, Bilal, Druillet, Herriman, Foster, Gotlib,  Mœbius et Schulz. Compilation des textes de Marie-Claude Beaud, Jean-Luc Fromental, Thierry Groensteen, Damien MacDonald, Didier Pasamonik, Numa Sadoul et Stéphane Vacquier. 512 pages
- Spirou dans la tourmente de la Shoah[104],[105], Dupuis, coll. « Tous publics », Marcinelle, 6 janvier 2023
Scénario : Didier Pasamonik (dir.) - Dessin et couleurs : collectif -  (ISBN 979-10-34769-50-6)

### Essais sur la bande dessinée
- Thierry Bellefroid (dir.), L'Âge d'or de la bande dessinée belge[106],[107] : La Collection du Musée des Beaux-Arts de Liège, Bruxelles, Les Impressions nouvelles, 6 janvier 2015, 94 p., ill. ; 33 cm (ISBN 978-2-87449-232-7, OCLC 902675645, présentation en ligne)

### Études
- Philippe Capart, « Les libraires éditeurs », dans Du temple à la crypte, septembre-octobre 2011, PDF (lire en ligne), p. 24-26.
- Floriane Philippe, « Les choix éditoriaux », dans Les éditeurs de bandes dessinées à Bruxelles dans les années quatre-vingts, Textyles, 2007, mis en ligne le 19 juillet 2012 (lire en ligne), p. 100-116.
- Sylvain Lesage, « La cité obscure. Les libraires-éditeurs bruxellois, de l’invention d’un patrimoine à la recherche d’une modernité : les éditeurs franco-belges et l’album, 1950-1990 », dans Publier la bande dessinée, Presses de l’enssib, 12 mars 2018 (ISBN 9782375460825, présentation en ligne), chap. 6. .

### Périodiques
- Didier Pasamonik (interviewé par Thierry Groensteen, Daniel Hugues et Thierry Joor), « Conversation avec Didier Pasamonik », Les Cahiers de la bande dessinée, Glénat, no 56,‎ février-mars 1984, p. 76-82.
- Laurent Assuid et Nicoby (Illustrateur), « Une autre histoire de la BD : Didier Pasamonik raconte Magic Strip », dans Tonnerre de Bulles no 27, Saint Aubin-des Landes, Les Petits Sapristains, septembre 2021, 80 p., ill. ; 28 cm (ISSN 0753-3454, présentation en ligne), p. 16-20. .

### Articles
- Emmanuel Laurentin, « Astérix / Histoire des Gaulois (4) / La Fabrique de l’Histoire : Texte intégral de l’émission de France Culture, du jeudi 29 octobre 2009, Histoire des Gaulois de La Fabrique de l’Histoire », Fabrique de sens,‎ 15 octobre 2009 (lire en ligne, consulté le 6 janvier 2023)
- Didier Pasamonik (interviewé par Jean-Pierre Allali), « Didier Pasamonik : « La bande-dessinée peut déconstruire l’Histoire » », Alliance,‎ 27 mai 2012 (lire en ligne, consulté le 6 janvier 2023).
- Didier Pasamonik (interviewé par Alice Develey), « «Hubert Mounier était un écorché vif au talent incommensurable» », Le Figaro,‎ 2 mai 2016 (lire en ligne, consulté le 7 janvier 2023).
- Didier Pasamonik (interviewé par C. Allemand), « Les Programmateurs de Livre Paris : Entretien avec Didier Pasamonik, programmateur de la Scène BD, Manga et Comics », Salon Livre Paris,‎ 17 mars 2017 (lire en ligne, consulté le 7 janvier 2023).